# Dominique Monamiová
Dominique Monamiová (* 31. května 1973 Verviers) je bývalá belgická tenistka.
Tenisu se věnovala od osmi let, profesionálně hrála v letech 1991 až 2000. Jejím nejlepším umístěním na žebříčku WTA bylo deváté místo v říjnu 1998, kdy se stala historicky první Belgičankou v první světové desítce. Vyhrála čtyři turnaje WTA ve dvouhře a čtyři ve čtyřhře a osm turnajů ITF ve dvouhře a jeden ve čtyřhře. Byla čtvrtfinalistkou singlu na Australian Open 1997 a 1999 a spolu s Els Callensovou semifinalistkou deblu na US Open 2000. Na Letních olympijských hrách 2000 získaly Monamiová s Callensovou pro Belgii bronzovou medaili ve čtyřhře.
V roce 1998 získala cenu pro belgickou sportovkyni roku. V letech 1995 až 2003 byla provdána za trenéra Barta van Roosta a vystupovala pod jménem Dominique van Roostová. Po ukončení kariéry působila jako mentální koučka, vydala autobiografii Een kwestie van karakter. V letech 2016 až 2018 byla nehrající kapitánkou belgického fedcupového družstva.

## Vítězství na turnajích WTA
- British Hard Court Championships 1996
- Hobart International 1997
- Commonwealth Bank Tennis Classic 1997
- WTA Auckland Open 1998